# Coordenada grassmaniana
Uma coordenada grassmaniana é o mesmo de uma álgebra em que o produto, invés de ser comutativo como nos números reais ({\displaystyle \mathbb {R} \,} ) ou números complexos ({\displaystyle \mathbb {C} } ), é anticomutativo. Esta coordenada recebe este nome em homenagem ao polímata (linguista, físico, neo-humanista e matemático)  alemão, Hermann Grassmann. 
Na Teoria de supergravidade, as "coordenadas grassmanianas" nada mais são do que duas novas coordenadas  para se descrever os possíveis espinores que descrevem os férmions do universo conhecido.